# Iglesia de Dios Ministerial de Jesucristo Internacional
La Iglesia de Dios Ministerial de Jesucristo Internacional (IDMJI) (en inglés: Church of God Ministry of Jesus Christ International (CGMJCI)) es una confesión religiosa cristiana protestante, neopentecostal y restauracionista, fundada en Bogotá en 1972 por el pastor Luis Eduardo Moreno y su esposa María Luisa Piraquive. Se consideran una iglesia independiente, guiada por el Espíritu Santo, que toma la Biblia como fundamento de su doctrina. Entre sus prácticas, destacan la imposición de las manos para la ministración de los dones de sanidades, milagros y profecía.
La Iglesia Ministerial cuenta con más de 1 000 salas de oración distribuidas en más de 60 países de los 5 continentes, además realizan visitas a unos 100 países más.
Entre sus labores se incluyen la difusión del Evangelio y la realización de obras de misericordia mediante programas sociales, en lo que la iglesia utiliza organizaciones humanitarias, como la Fundación Internacional María Luisa de Moreno. Además promueven, en variados ámbitos sociales, la protección de la libertad religiosa, así como la prevención del abuso sexual infantil.
Su Líder Mundial es la Maestra María Luisa Piraquive, el Administrador Mundial es el Ph.D. en administración de empresas filantrópicas César Eduardo Moreno, el Pastor General es el Exviceministro para la Participación e Igualdad de Derechos de Colombia Carlos Alberto Baena, el Supervisor Internacional es el empresario Andrés Carrillo Báez, la Diaconisa en Estados Unidos es la médica Perla Moreno Piraquive y el Visitador Internacional es el pastor panameño Darío Falcón Miranda.

## Historia

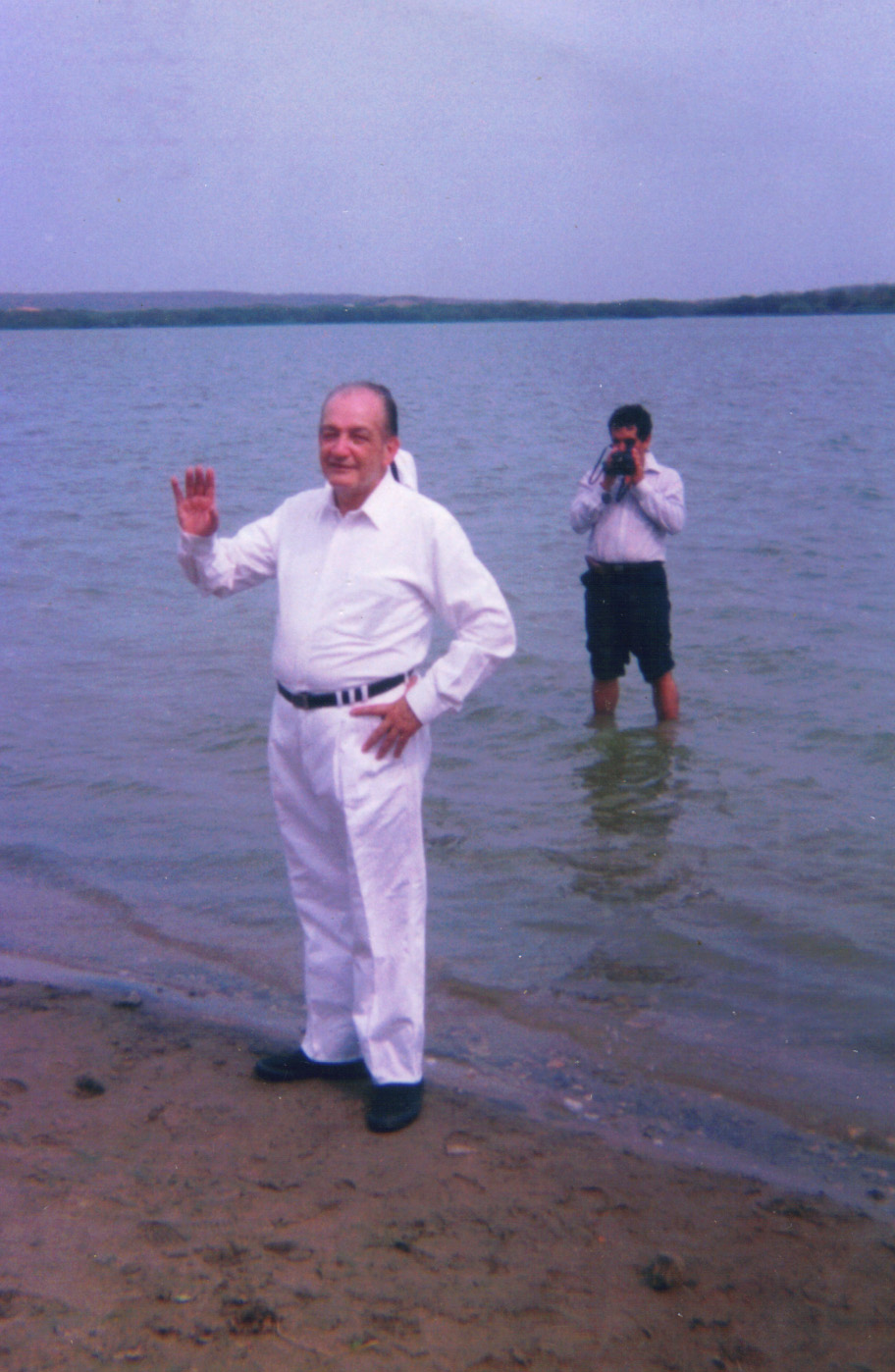
Luis Eduardo Moreno durante unos bautismos.

### Contexto
Según el transcurrir de sus fundadores, creencias y prácticas, la Iglesia Ministerial tiene sus raíces históricas en los avivamientos cristianos de los siglos XVIII y XIX en los Estados Unidos.
Luis Eduardo Moreno fue un pastor nacido en Colombia en el departamento de Risaralda en la ciudad de Pereira, quien después de vivir en varias ciudades se radicó en Bogotá; en las diferentes iglesias evangélicas era conocido como «El Segundo Moisés» al haber sobrevivido sorprendentemente a un ahogamiento en el río La Humadea. En el año 1965 conoció a María Luisa Piraquive, quien se había mudado años atrás del pueblo boyacense de Sáchica, casándose al año siguiente. Luis Eduardo era recriminado en cada congregación evangélica por los líderes de estas, ya que no veían crecimiento en la cantidad de asistentes, por lo que decidió retirarse y no volver a congregarse en ninguna denominación.

### 1968
Luis Eduardo y María Luisa, por referencias en las iglesias evangélicas a donde se habían congregando, alternaban entre las hermanas profetizadoras, unos sábados Dora y otros sábados Celita Tricoche, quienes sin saber la una de la otra, concordaban en profecías que les indicaban que les sería dado un ministerio muy grande.

### 1971
En el año 1971 María Luisa Piraquive, su suegra María Jesús Moreno y los esposos Bernate comenzaron a orar todos los días en su casa en el barrio La Estrada, en Bogotá. Un año después, en medio de las oraciones del pequeño grupo, afirman haber experimentado la manifestación del don de profecía por medio de María Luisa, en la cual Dios les habría dado las instrucciones sobre cómo fundar y administrar la congregación.

### 1972

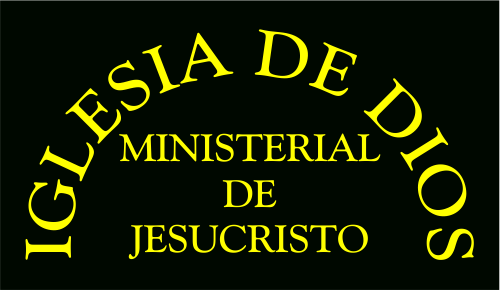
Primer logotipo.

Inician como una iglesia casera, el pastor Luis Eduardo escudriñando en la Biblia le coloca un nombre a la surgiente organización. Al pasar el tiempo, y a pesar de un estilo ascético de hacer proselitismo (alejados de los medios masivos de comunicación, propaganda o puerta a puerta), se necesitó un lugar de reunión dedicado para la creciente comunidad religiosa, por lo cual Luis Eduardo Moreno compró un terreno ubicado en el barrio bogotano de Las Ferias y con el paso del tiempo se nombraron varios pastores para abrir nuevas salas de oración en otros municipios de Colombia.

### Expansión internacional
El pastor Darío Falcón y Beatriz Piraquive, cuñado y hermana de María Luisa Piraquive, iniciaron la Iglesia Ministerial en la Ciudad de Panamá, siendo este el primer país fuera de Colombia donde llegaría la IDMJI. Tiempo después la Congregación Ministerial llegaría a los Estados Unidos y otros países del mundo. Debido al crecimiento en otros países se añadió el término Internacional al nombre de la Iglesia. Con las políticas implementadas por la pastora María Luisa Piraquive al asumir el liderazgo mundial en 1996, la Iglesia Ministerial tuvo una gran expansión, llegándose a extender con los años a más de 100 países en los cinco continentes, constituyéndose en la organización religiosa de origen colombiano con mayor presencia y proyección internacional.

#### Convenio de Derecho Público Interno
El 4 de julio de 2023 conjuntamente con 7 entidades religiosas más, protocolizan el Convenio de Derecho Público Interno con el Estado colombiano, lo cual les profiere una protección especial para la actividad misional de estas entidades religiosas.

## Creencias y prácticas

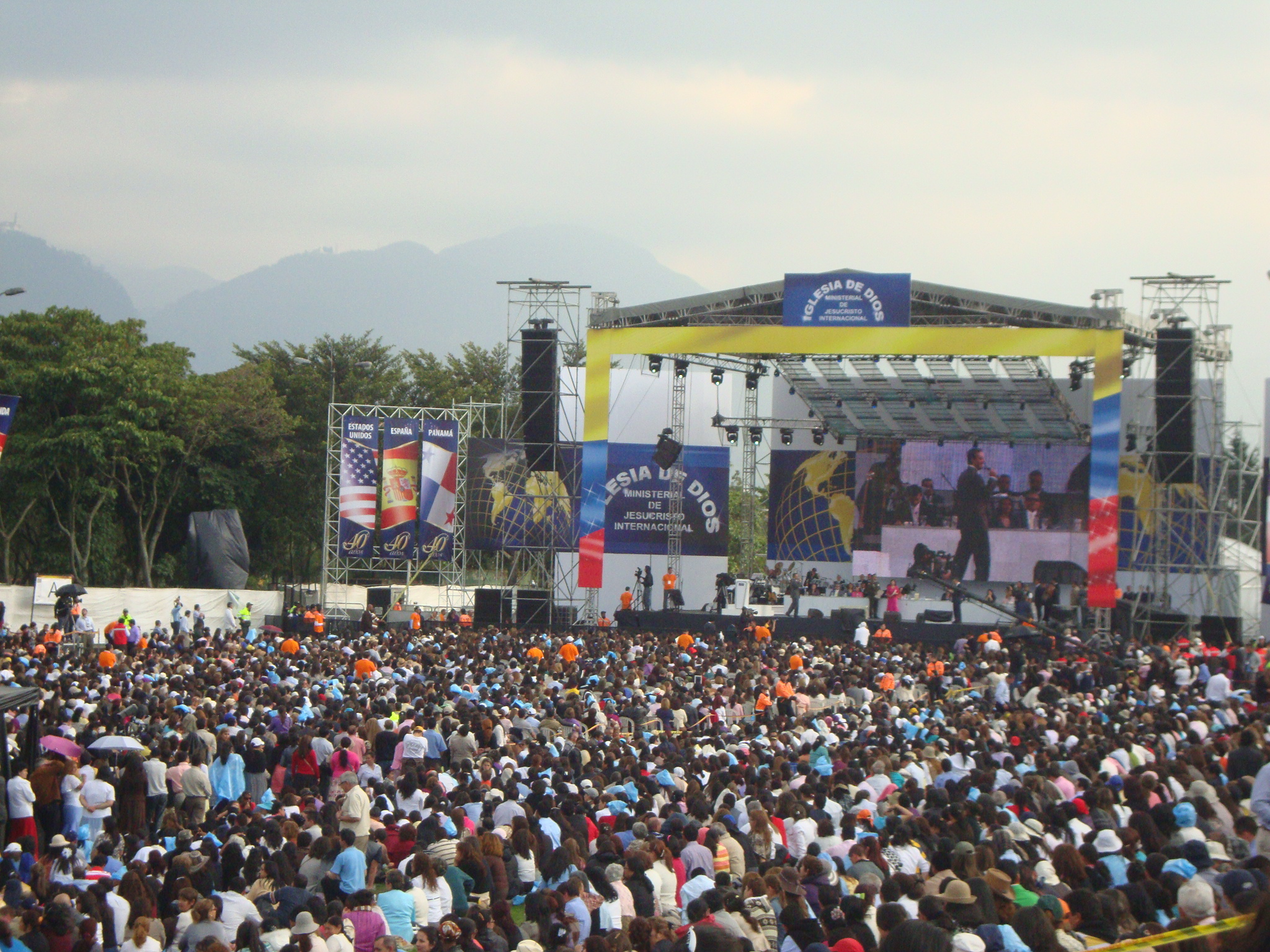
Celebración de los 40 años de la Iglesia Ministerial en el Parque Metropolitano Simón Bolívar.

Los seguidores creen en un único Dios que a su vez consiste en tres personas llamadas Padre, Hijo y Espíritu Santo. Creen en Jesucristo como el Unigénito del Padre, nacido de mujer y engendrado por la obra de Espíritu Santo, quien murió crucificado en la cruz del calvario y resucitó tres días después, subiendo al cielo, para perdonar los pecados de los hombres y concertar un nuevo pacto con Dios Padre.
Creen en Jesucristo como el único intermediario ante Dios Padre y único camino a la salvación y vida eterna, en el bautismo en agua por inmersión como similitud de la muerte y resurrección de Jesucristo, el cual se practica por decisión de los congregantes adultos según se relata en los libros del nuevo testamento. En este sentido, no bautizan a los niños recién nacidos, sino que los presentan a Dios por medio de oración y de la imposición de las manos del pastor.
Reconocen la existencia de un Líder Mundial en su Iglesia, que según conceptúan es llamado y escogido por Dios, siendo para ellos Apóstol y Profeta, por medio del cual se imparte la doctrina que les es revelada, según su entendimiento, por el Omnipotente. Siendo el pastor Luis Eduardo Moreno quien ejerció primero éste liderazgo hasta su fallecimiento, luego es la maestra María Luisa Piraquive quien asume esta posición desde el año 1996.
Fundamentan las prácticas y deberes de cada congregante en la lectura de la biblia, en la aplicación de los diversos mandamientos descritos en la misma, en el cambio de vida a razón de la doctrina impartida en la congregación, en llevar una vida santa y en la búsqueda de la perfección.

### Libro sagrado
Basan sus creencias en la Biblia, libro que afirman fue inspirado por Dios y escrito por medio de los profetas y apóstoles, usando como referencia el canon bíblico protestante. 
Compilaron centenas de antiguos himnos y coros de alabanza a Dios en el cristianismo, ensambladolos en un himnario y corario. Libro este, de amplio uso en sus servicios religiosos.

### Dones del Espíritu Santo
Creen en el bautismo con el Espíritu Santo, cuya evidencia es el hablar en lenguas angelicales; así como en la existencia de los dones espirituales y en la ministración de los mismos a través de la imposición de las manos. Entre dichos dones, destacan como principal el don de la profecía.

#### Profecía
Afirman practicar el don de la profecía como parte de la guianza y manifestación del Espíritu Santo. Cualquier persona asistente a sus servicios que lo desee, recibe imposición de manos por parte de un profetizador (un congregante que ha recibido el don de la profecía), y este le entrega un mensaje de profecía de manera individual; mensaje que según afirman es inspirado por el Espíritu Santo. La profecía generalmente se compone de mensajes acerca del pasado, presente y promesas del futuro del individuo, así como de mandamientos sobre la vida personal y mensajes de consolación. Cuando la persona considera que la promesa recibida en profecía se ha cumplido en su vida, de manera voluntaria puede testificar de ello. Usualmente dan testimonio del cumplimiento en público, en los servicios de Enseñanza que suelen ser dos veces a la semana.

#### Otros dones
Además de la práctica de la profecía, la Iglesia afirma que ministran otros dones del Espíritu Santo como lo son el don de hablar lenguas, que es según la biblia señal del bautismo con el Espíritu Santo, el don de discernimiento, don de interpretación de sueños, don de hacer prodigios o milagros, dones de sanidades, don de echar fuera demonios, entre otros. A los congregantes se les exhorta a pedir a Dios en oración que les otorgue estos dones o facultades para así crecer espiritualmente y poder servirle a Dios en la iglesia.

### El papel de la mujer en la Iglesia
El trabajo en las labores de la evangelización lo consideran igualitario para hombres y mujeres. En ese sentido, la mujer, participa de las labores de púlpito, pastorea, ministra los dones espirituales, orienta a los congregantes, entre muchas otras labores. Desde el 9 de septiembre de 2022 la IDMJI es la institución basada en la fe, liderada por una mujer, más numerosa y extendida en el planeta.

### Servicios
Suelen tener los siguientes servicios religiosos: Enseñanza, Estudio Bíblico, Alabanza, Matrimonio, Bautismo y Funeral. Practican la ofrenda, la imposición de manos, la presentación de niños y entonan himnos cristianos como Cuán grande es Él y ¡Oh Cuán Dulce!, entre otros muchos cánticos espirituales.

## Liderazgo
Las siguientes son algunas de las posiciones de liderazgo que la Iglesia Ministerial tiene globalmente:
| Retrato | Nombre                 | Dignidad                 | Inicio              | Funciones | Residencia     |
| ------- | ---------------------- | ------------------------ | ------------------- | --- | -------------- |
|         | María Luisa Piraquive  | Líder Mundial            | 12 de mayo de 1996  | Imparte la doctrina, delega responsabilidades espirituales y preside la predicación, los institutos y estudios bíblicos, siendo la primera voz en el servicio. Al Líder Mundial también se le conoce como Siervo de Dios, entre otros nombres, y se le reconoce como Profeta y Apóstol. | Estados Unidos |
|         | César Eduardo Moreno   | Administrador Mundial    | 12 de mayo de 1996  | Regenta los bienes materiales de la Iglesia, así mismo es el encargado de distribuir las ayudas sociales para personas necesitadas. | España         |
|         | Carlos Alberto Baena   | Pastor General           | 12 de mayo de 1996  | Designa a los pastores regionales y locales. Estructura los sermones que se predican en las diferentes salas de oración de la Iglesia. Posee facultad disciplinaria. | Colombia       |
|         | Perla Moreno Piraquive | Diaconisa EE. UU.        | 13 de enero de 2003 | Gestiona las necesidades de las salas de oración en Estados Unidos. Orienta a nivel internacional la asistencia humanitaria en servicios de salud de la iglesia. | Estados Unidos |
|         | Andrés Carrillo Báez   | Supervisor Internacional | 2000                | Enseña y dirige al pastorado de la Iglesia a nivel internacional, enseña y da sermones además de otras labores como imposición de manos y orientación. | Colombia       |
|         | Darío Falcón Miranda   | Visitador Internacional  | 12 de mayo de 1996  | Lidera los bautismos en agua a nivel internacional, visita las congregaciones dando sermones, orientando a los congregantes, animándoles y confirmándoles en el Evangelio. | Panamá         |
|         | Óscar Carrillo         | Administrador EE. UU.    | 19 de abril de 2007 | Dirige la logística de la iglesia para garantizar su adecuada operación, también el desarrollo organizacional y coordinación de las salas de oración en los Estados Unidos. | Estados Unidos |

## Áreas geográficas

Mapa de los países y territorios que tienen una o más salas de oración.

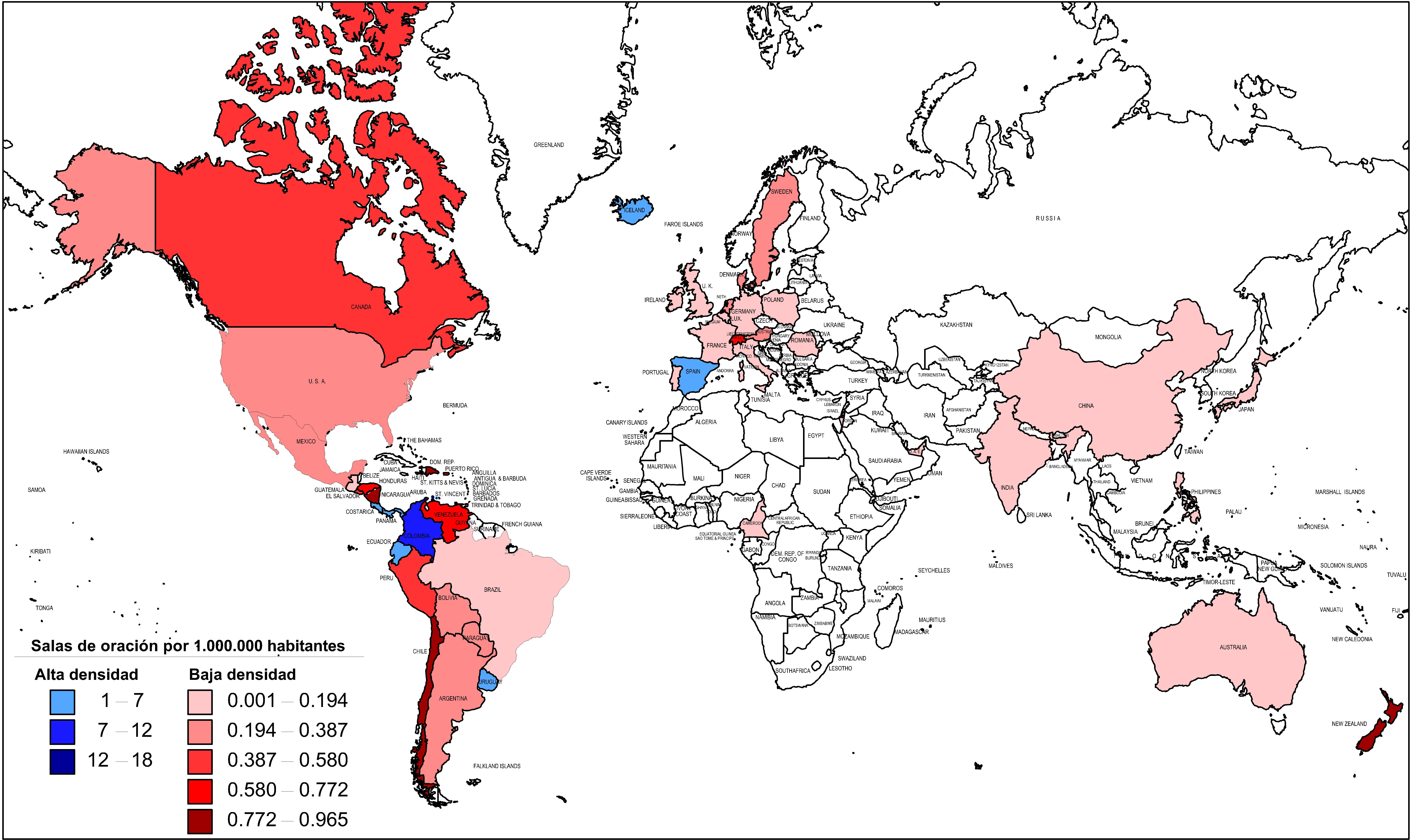
Mapa de salas de oración por densidad poblacional:
COL,
ARU,
CUR,
ISL,
PAN

Con presencia en los 5 continentes, los 6 países con más salas de oración son en su orden: Colombia, Estados Unidos, España, México, Ecuador y Canadá.
Aparte de los 60 países y territorios donde la iglesia cuenta con salas de oración, también hay grupos de reunión (iglesias caseras) en más de 100 países, como Burundi, Cuba, Guinea Ecuatorial, Haití,  Mongolia, Mozambique, Rusia, Turquía, Vietnam y Ucrania entre otros.
A continuación los países y territorios donde hay habilitadas salas de oración de la Iglesia Ministerial:
| Continente | Región            | País o territorio                                                                        |
| América    | América Central   | Belice, Costa Rica, El Salvador, Guatemala, Honduras, Nicaragua, Panamá                  |
| América    | América del Norte | Canadá, Estados Unidos, México                                                           |
| América    | América del Sur   | Argentina, Bolivia, Brasil, Chile, Colombia, Ecuador, Paraguay, Perú, Uruguay, Venezuela |
| América    | Antillas Mayores  | Puerto Rico, República Dominicana                                                        |
| América    | Antillas Menores  | Aruba, Curazao                                                                           |
| África     | África Central    | Angola, Camerún, Chad, República del Congo, República Democrática del Congo              |
| África     | África Occidental | Benín, Guinea-Bissau                                                                     |
| África     | África Oriental   | Mauricio                                                                                 |
| Asia       | Asia Occidental   | Emiratos Árabes Unidos, Israel                                                           |
| Asia       | Asia Oriental     | China, Corea del Sur, Japón                                                              |
| Asia       | Asia Sudoriental  | Filipinas, Singapur                                                                      |
| Europa     | Europa Central    | Alemania, Austria, Bélgica, Francia, Países Bajos, Suiza                                 |
| Europa     | Europa del Norte  | Dinamarca, Islandia, Reino Unido, Suecia                                                 |
| Europa     | Europa del Sur    | Albania, España, Italia, Portugal                                                        |
| Europa     | Europa Oriental   | Polonia, Rumania                                                                         |
| Oceanía    | Australasia       | Australia, Nueva Zelanda                                                                 |

Logotipo en idioma Español.
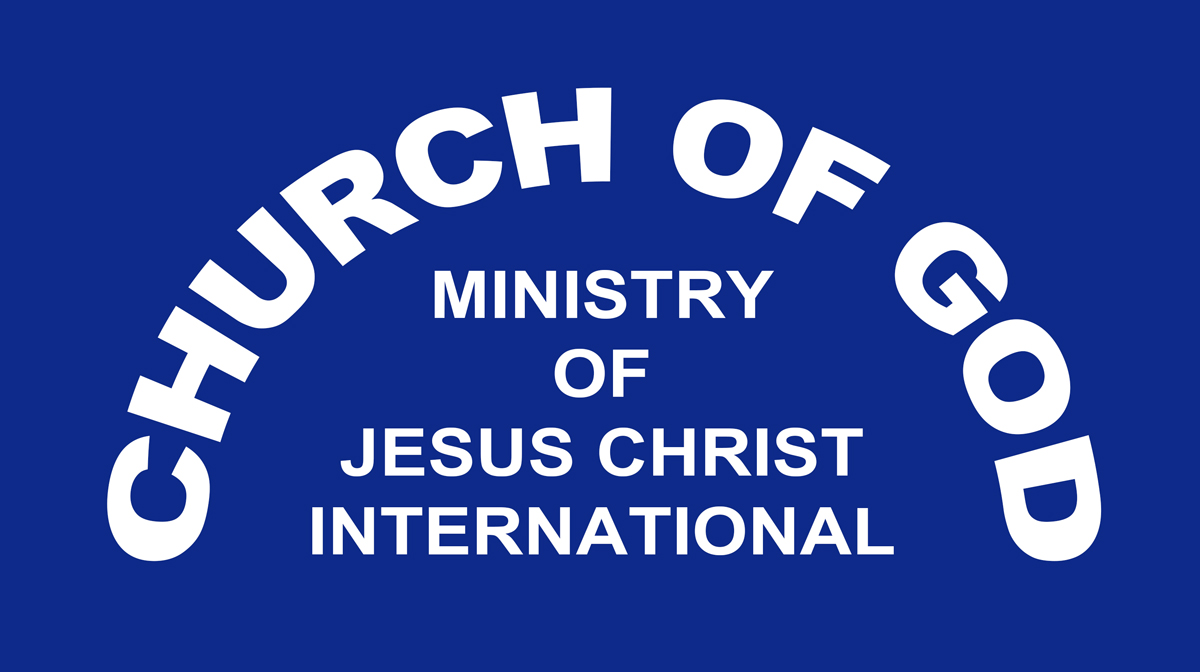
Logotipo en idioma inglés.
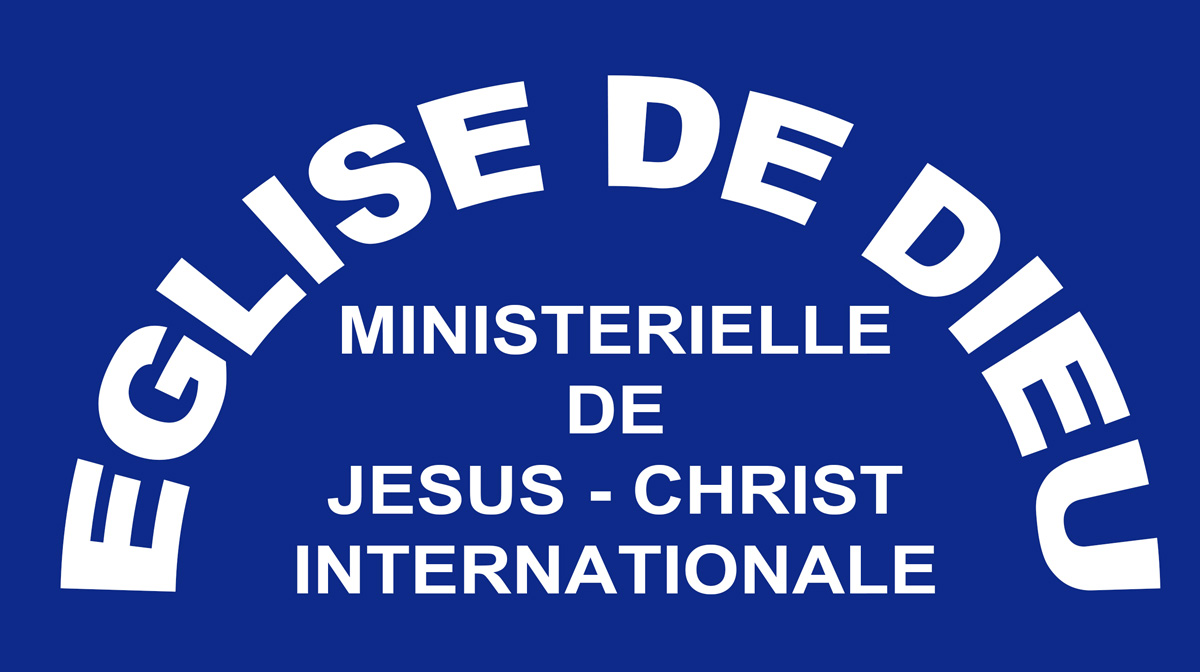
Logotipo en idioma francés.
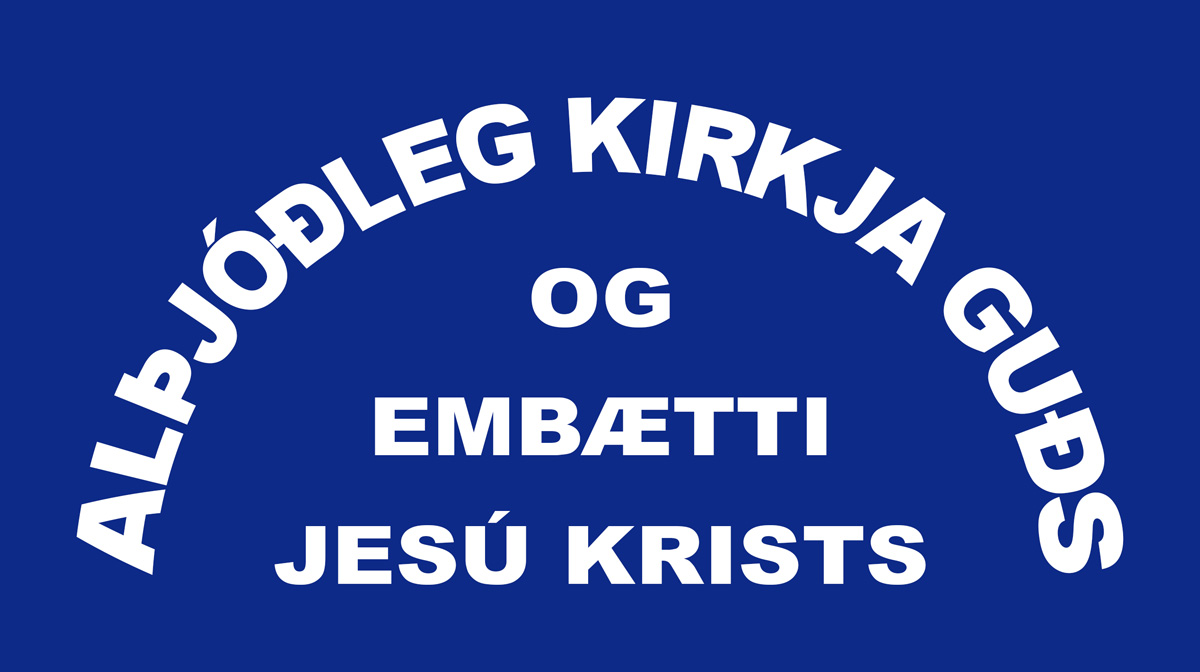
Logotipo en idioma islandés.
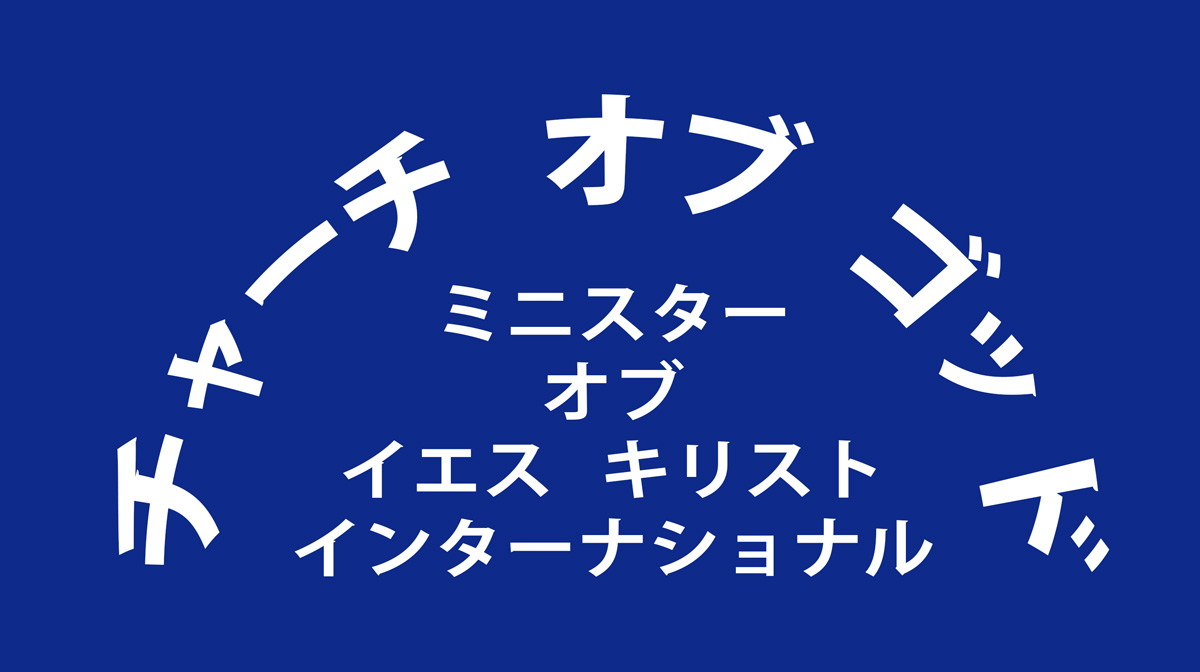
Logotipo en idioma japonés.

### Salas de oración
Al inicio los servicios eran en cuartos de estar de casas, siendo el primer grupo de reunión en la casa de los Moreno Piraquive en el barrio La Estrada en Bogotá y otro en el barrio Santander al sur de la ciudad, en casa de unos congregantes (familias Godoy y Jaramillo), pasando luego al barrio Las Ferias en la localidad de Engativá. Luego de un tiempo se comenzaron a alquilar antiguas bodegas, adecuándolas para establecer allí sus salas de oración, y hacia 1994 iniciaron un proceso de compra de terrenos y la correspondiente construcción de sitios para congregarse, También han adquirido antiguas sinagogas judías y templos de diferentes denominaciones cristianas; llegando sus inmuebles, según reporte ante las autoridades en 2003, a un patrimonio de 2 millones de dólares, la mayoría  representados en construcciones en Colombia.
Así, los primeros países con salas de oración fueron, Colombia, Panamá y Estados Unidos. En algunos países, debido a las estrictas normas urbanísticas para los lugares destinados a la reunión de personas, se congregan en salas de reuniones de hoteles o centros culturales.
En las salas de oración opera el Instituto Bíblico Ministerios y Dones, donde se forman los futuros pastores de la Iglesia Ministerial.

### Baptisterios

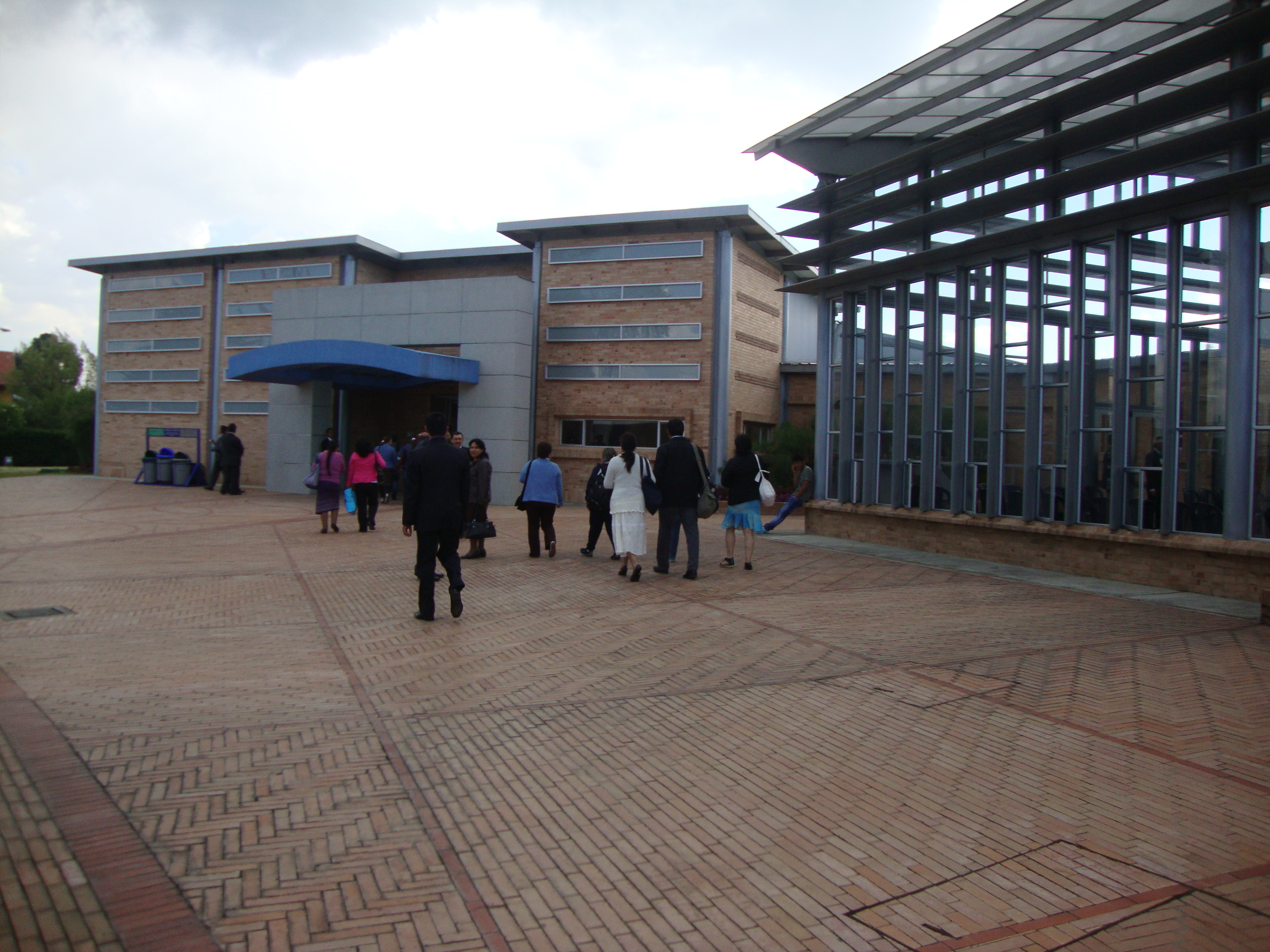
Fachada del Baptisterio de Cota en Cundinamarca.

Además de utilizar los ríos, el mar o piscinas, cuentan con baptisterios, como el de Cota inaugurado el 29 de mayo de 2010 en el municipio de Cota, Provincia de Sabana Centro del departamento de Cundinamarca en Colombia. Contó con una inversión superior a los tres millones de dólares estadounidenses, de la época, y fue construido en un lote de 2 hectáreas, con una capacidad para 800 personas. Este edificio está destinado a atender los bautismos de los congregantes (de las salas de oración en Cundinamarca y la capital colombiana) que toman la decisión de bautizarse en agua.

## Evangelización digital
La Iglesia Ministerial no fue ajena al impacto en la religión por la pandemia de COVID-19, fue así como su presencia en la Internet se intensificó, al punto que para junio de 2020, según Alexa Internet, es la iglesia colombiana con mayor número de visitas en su página oficial idmji.org, que se encuentra en español, inglés, francés, alemán, portugués, italiano, holandés, sueco, danés, japonés, polaco, rumano, ruso, albanés y vietnamita.

#### YouTube
En su canal de YouTube registra más de 800 000 suscriptores, donde suben servicios de estudios bíblicos, meditaciones (sermones cortos), testimonios, y emiten servicios de sermones (enseñanzas); también cuenta con canales en otros 18 idiomas, como inglés, francés, alemán, portugués, italiano, holandés, sueco, danés, japonés, polaco, rumano, ruso, albanés, vietnamita y lengua de señas. Según el portal Social Blade, para junio de 2020, el de español, es el canal de congregación cristiana con el escalafón más alto en Colombia. La emisión semanal de este canal, es el contenido que se proyecta en todas las salas de oración de la Iglesia Ministerial, durante el servicio de cada domingo.

### Otras publicaciones
La historia de la Iglesia Ministerial es narrada en el libro denominado Vivencias, que ha sido publicado en español, inglés, alemán, portugués y sueco,  el cual se puede conseguir en portales de Internet.
Cuentan con un libro de himnos y coros, así como sencillos en formato de discos compactos en 11 álbumes de himnos y 5 de coros, los cuales también se encuentran en plataformas de streaming.

## Beneficencia

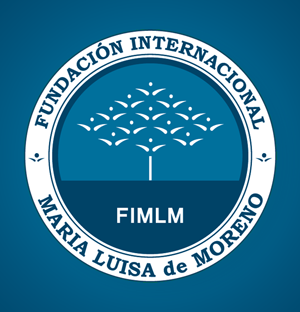
Logotipo de la Fundación Internacional María Luisa de Moreno.

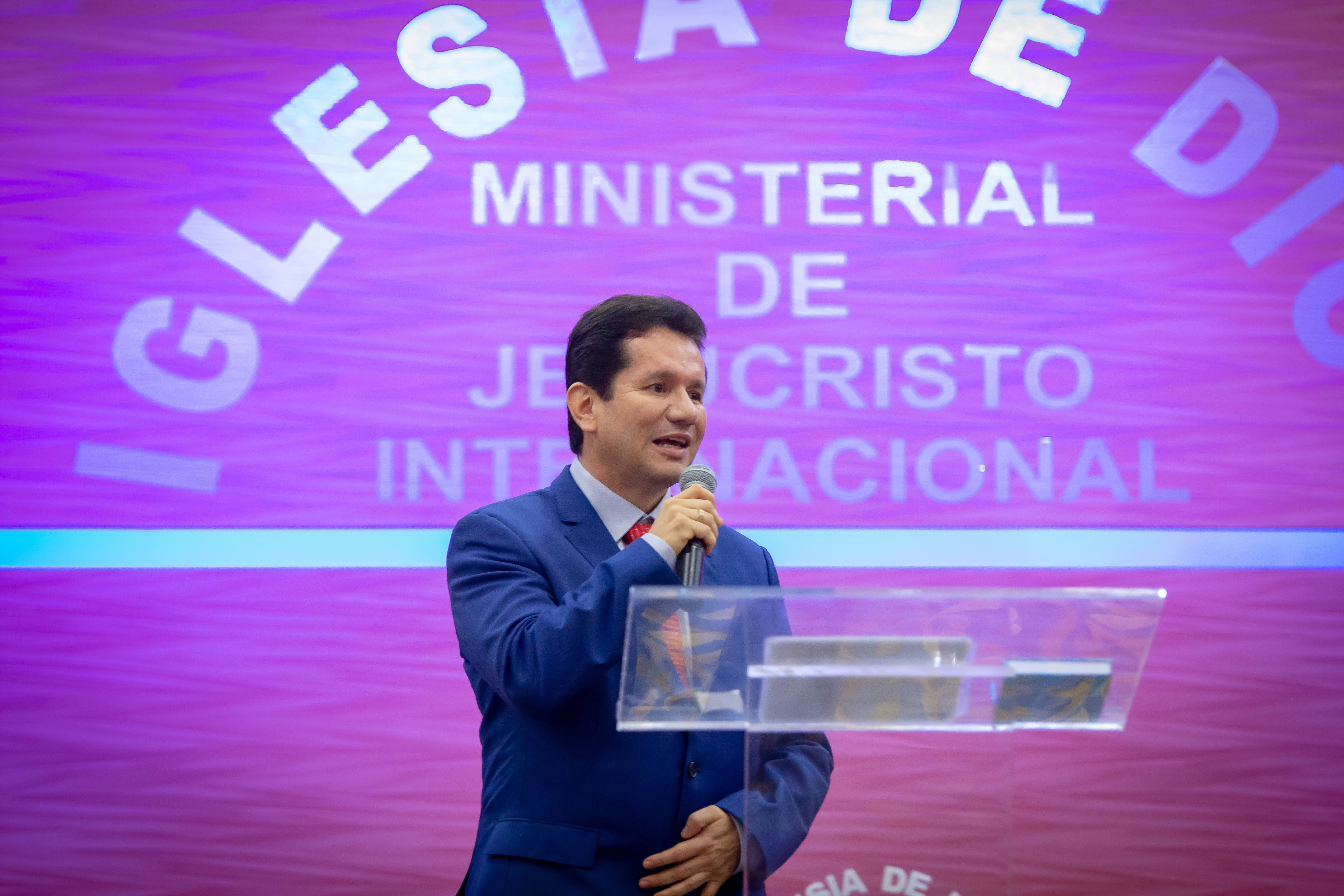
Pastor César Eduardo Moreno, Cofundador, Secretarío General del Consejo de Fundadores e integrante de la Junta Directiva de la FIMLM.

Además de su trabajo religioso, la Iglesia presta ayuda humanitaria, para lo cual lleva a cabo atención social y sanitaria en los países donde opera, a través de Organizaciones No Gubernamentales sin fines de lucro, como la Fundación Iglesia de Dios Ministerial de Jesucristo (FIDMJ) -atención a la tercera edad y libertad religiosa-, la Red de Sanción Social Contra el Abuso Sexual Infantil (Fundación Red) -protección a la niñez- y principalmente la Fundación Internacional María Luisa de Moreno (FIMLM) -ayuda a todo nivel-, entre otras, siendo esta última una institución filantrópica fundada en el año 2000 bajo los lemas "Ayuda a todo nivel", "Arquitectos de corazones" y "Ayudar es nuestro trabajo"; la ONG es la responsable de la distribución de alimentos, construcción de escuelas primarias públicas, atención a víctimas de desastres naturales y refugiados de la guerra, en general actividades de servicios sociales, de salud y educativos.
Esta ONG confesional cuenta con capítulos locales en una docena de países, donde suma unos 30 000 voluntarios, extendiéndose su accionar a continentes enteros, como es el caso de Europa. En sus actividades filantrópicas ha obtenido galardones de diversas instituciones, logrando así el reconocimiento de la comunidad internacional.
La Fundación también se ha caracterizado por apoyar a países que han sufrido algún desastre, tal como el terremoto y tsunami de Japón de 2011, los países afectados por el huracán Iota o el conflicto ruso-ucraniano de 2022.

## Relaciones políticas

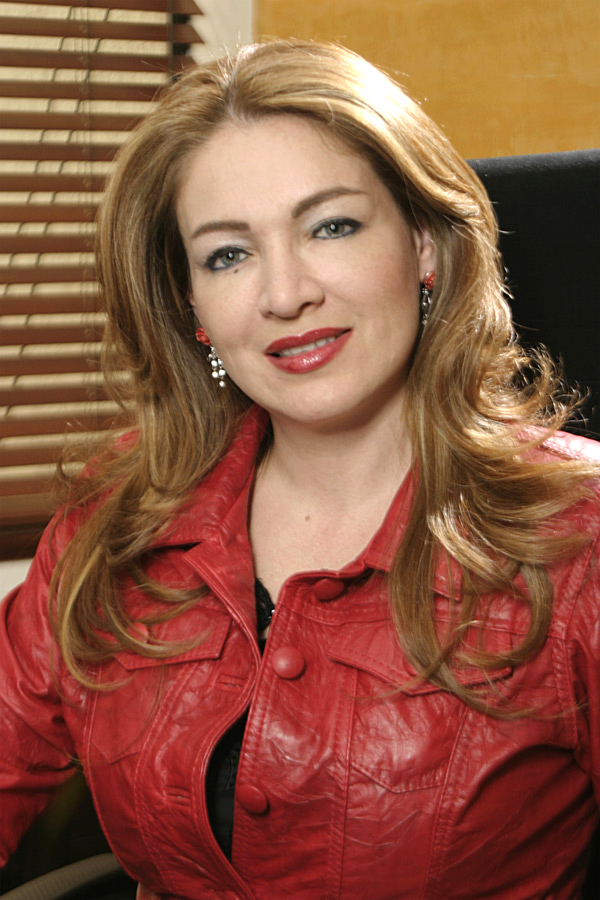
Exsenadora Alexandra Moreno Piraquive, creadora de la Fundación Red contra el abuso sexual infantil.

En el año 2000, motivados por la pastora María Luisa Piraquive, el pastor Carlos Alberto Baena y la abogada Alexandra Moreno Piraquive fundaron el Movimiento Independiente de Renovación Absoluta, un partido político confesional cristiano que tiene representación en diferentes corporaciones públicas de Colombia, a través del cual promueven intensamente la libertad religiosa, así como la educación para la prevención y el endurecimiento de la sanción, hasta llegar a la pena de muerte, para los delincuentes que cometen abuso sexual infantil a menor de 14 años de edad, así como de los agresores sexuales que violan personas menores de 21 años de edad.
Entre los miraístas también está la pastora María Luisa Piraquive, aunque ella no tiene ningún cargo en el partido, fue su precursora; en el himno de dicha organización política, entonan que los esposos Moreno Piraquive son su baluarte y ejemplo a seguir; en 2024 el partido MIRA crea el Centro de Pensamiento Luis Eduardo Moreno (CEPLEM). Hay cuatro miembros de la iglesia congresistas, y uno fue Viceministro de Estado de Colombia, todos ellos miraístas.
En los Estados Unidos de América, sus máximos dirigentes apoyan en lo personal al Partido Republicano desde 2017, así como colectivo realizan labor social en MIRA USA con sede nacional en Tamarac (Florida).

## Polémicas
Desde el 2003 está denominación se ha visto envuelta en polémicasmediáticas, y con señalamientos de prácticas discriminatoriasy lavado de activos,
 entre otras,las cuales han sido presentadas ante las autoridades judiciales; sin embargo estas han sido desvirtuadas así mismo en los estrados judiciales.